# 佛蒙特州行政区划
美国佛蒙特州總共擁有14個縣。這14個縣轄下有255個政治單位或地區，其中有237個為城鎮、9個為城市、5個為未組成社團區域、以及4個戈爾。佛蒙特州的每個縣均擁有自己的县治，稱為「郡鎮」（shire town）。
1779年，佛蒙特州僅擁有兩個縣。當時，位於西部的縣為本宁顿县，而位於東部的縣則為坎伯蘭郡。1781年，坎伯蘭縣分裂成四個縣，而其中的華盛頓縣則變成屬於新罕布什尔州的縣。位於州最東北部的三個縣：艾塞克斯縣、奧爾良縣和喀里多尼亚县被統稱為「東北王國」。
佛蒙特州每個縣都有自己的聯邦資訊處理標準（簡稱FIPS代碼）。FIPS代碼是由5個數字組成，首兩個數字是州份的代碼，而後三個數字則是縣份的代碼。例如，艾迪生縣的代碼為001，而佛蒙特州的州代碼為50，那麼艾迪生县的FIPS代碼就是50001。儘管州中每個縣份的代碼都不同，但是因為美國不同縣的代碼可能會重複，因此所有縣份的FIPS代碼皆要在縣代碼前加上州代碼，以作區別。例如，佛蒙特州艾迪生县的縣代碼為001，但新罕布什尔州貝爾納普縣和佛罗里达州阿拉楚阿縣的縣代碼皆為001。為了區別這些縣份，所以要在其FIPS代碼前加上州代碼。

## 现有县份列表
美国佛蒙特州现共有14个县。
| 县名         | FIPS代碼 | 县治       | 成立年份                                    | 成立自                                   | 县名来源                                             | 人口    | 面积 （Km2） | 位置 |
| 艾迪生縣     | 001      | 米德尔堡   | 1785年                                      | 拉特兰县                                 | 英国政治家和作家约瑟夫·艾迪生                        | 36,821  | 1,995        |      |
| 本宁顿县     | 003      | 本宁顿     | 1779年                                      | 在佛蒙特州成立時已存在                   | 新罕布什尔州总督本宁·温特沃思                        | 37,125  | 1,751        |      |
| 喀里多尼亚县 | 005      | 圣约翰斯堡 | 1792年                                      | 奧蘭治縣                                 | 蘇格蘭拉丁名                                         | 31,227  | 1,686        |      |
| 奇滕登县     | 007      | 伯灵顿     | 1787年                                      | 艾迪生縣                                 | 佛蒙特州首任州长托马斯·奇滕登                        | 156,545 | 1,396        |      |
| 埃塞克斯县   | 009      | 吉尔德霍尔 | 1792年                                      | 奧蘭治縣                                 | 英国埃塞克斯郡                                       | 6,306   | 1,722        |      |
| 富兰克林县   | 011      | 圣奥尔本斯 | 1792年                                      | 奇滕登县                                 | 美国开国元勋本傑明·富蘭克林                          | 47,746  | 1,650        |      |
| 格兰德岛县   | 013      | 北赫罗     | 1802年                                      | 奇滕登县和富兰克林县                     | 尚普蘭湖的最大島格兰德岛                             | 6,970   | 215          |      |
| 拉莫伊尔县   | 015      | 海德帕克   | 1835年                                      | 奇滕登县、富兰克林县、奧爾良縣和华盛顿县 | 由法国探险家萨缪尔·德·尚普兰命名，在法語的意思是海鷗 | 24,475  | 1,194        |      |
| 奧蘭治縣     | 017      | 切尔西     | 1781年                                      | 坎伯蘭縣                                 | 奥兰治王子威廉三世                                   | 28,936  | 1,785        |      |
| 奥尔良县     | 019      | 纽波特     | 1792年                                      | 奇滕登县和奧蘭治縣                       | 法国奥尔良                                           | 27,231  | 1,805        |      |
| 拉特兰县     | 021      | 拉特兰     | 1781年                                      | 本宁顿县                                 | 麻薩諸塞州城的拉特兰                                 | 61,642  | 2,414        |      |
| 华盛顿县     | 023      | 蒙彼利埃   | 1810年                                      | 奧蘭治縣、喀里多尼亚县和奇滕登县         | 美国首任总统乔治·华盛顿                              | 59,534  | 1,787        |      |
| 温德姆县     | 025      | 努凡       | 1779年 （作為坎伯蘭縣） 1781年 （改為現名） | 在佛蒙特州成立時已存在                   | 康乃狄克州城鎮温德姆                                 | 44,513  | 2,044        |      |
| 温莎县       | 027      | 伍德斯托克 | 1781年                                      | 坎伯蘭縣                                 | 康涅狄格州城鎮温莎                                   | 56,670  | 2,515        |      |